# Arletta vardhana
Arletta vardhana är en fjärilsart som beskrevs av Moore 1874. Arletta vardhana ingår i släktet Arletta och familjen juvelvingar. Inga underarter finns listade i Catalogue of Life.

## Bildgalleri

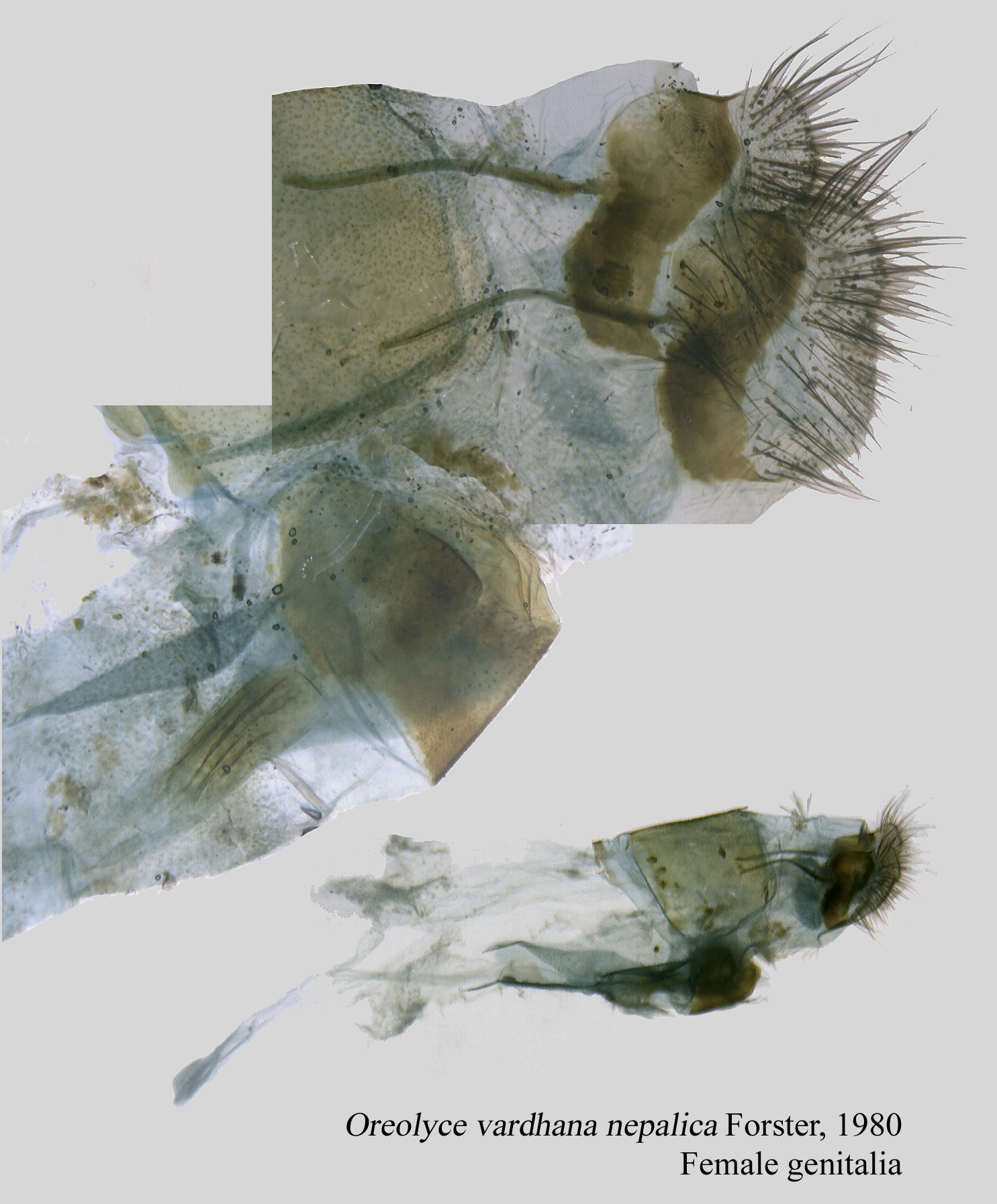
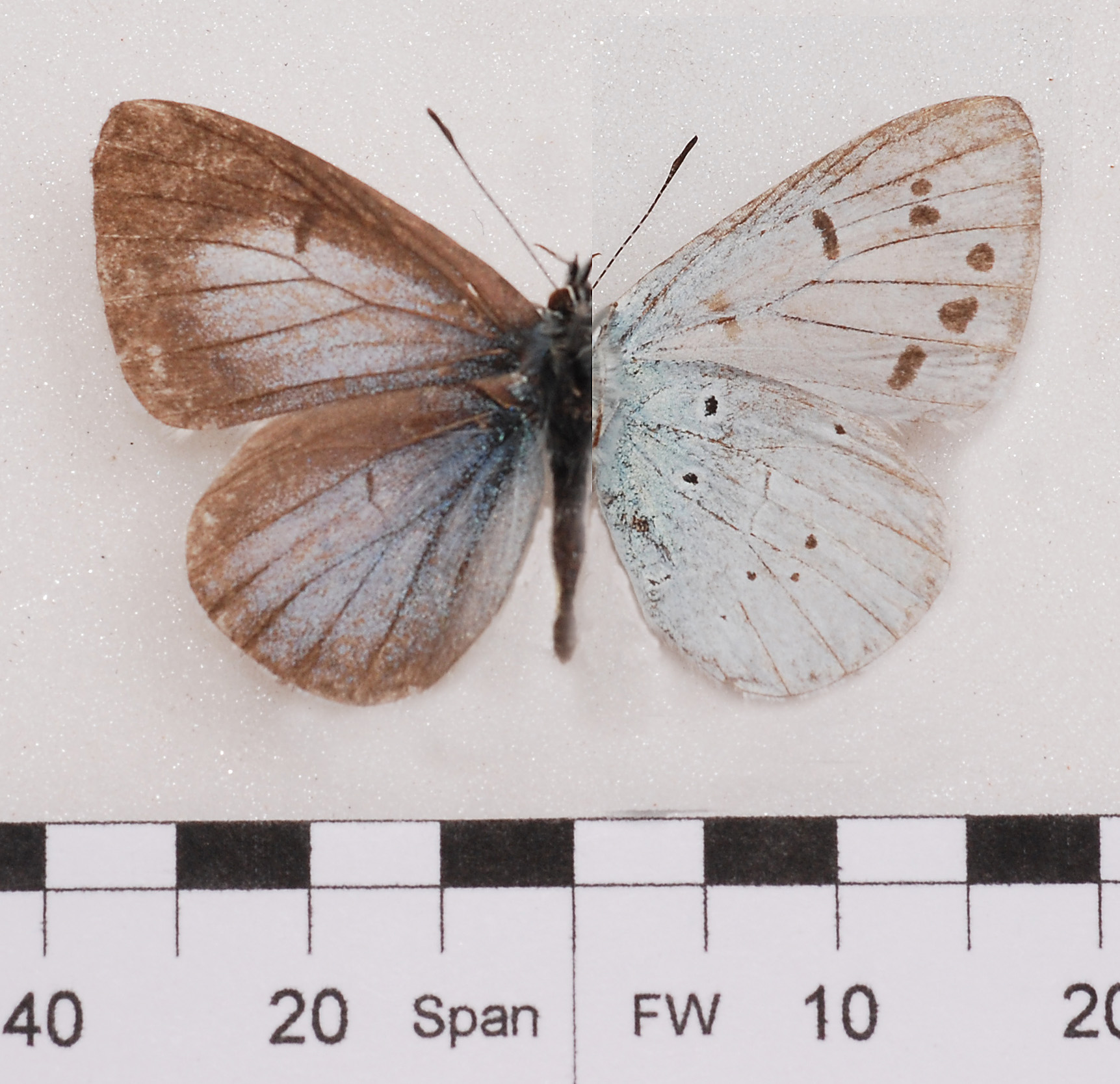